# Phạm Mạnh Hùng (cầu thủ bóng đá)
Phạm Mạnh Hùng (sinh ngày 3 tháng 3 năm 1993) là một cầu thủ bóng đá người Việt Nam hiện thi đấu ở vị trí trung vệ cho câu lạc bộ bóng đá Hải Phòng. Anh từng gây tranh cãi với những pha vào bóng thô bạo có ý đồ muốn triệt hạ đối phương.

## Sự nghiệp quốc tế
Ngày 27 tháng 3 năm 2015, trong trận đấu U-23 Việt Nam gặp U-23 Malaysia tại vòng loại U-23 châu Á trên sân vận động Shah Alam, Phạm Mạnh Hùng đã có 2 cú sút phạt trực tiếp đưa bóng trúng xà ngang khung thành đối thủ. Từ đó, anh có biệt danh là Hùng "xà ngang".

## Thống kê sự nghiệp
Tính đến ngày 5 tháng 3 năm 2014
| Đội tuyển quốc gia | Năm       | Trận | Bàn |
| ------------------ | --------- | ---- | --- |
| Việt Nam           | 2014      | 1    | 0   |
| Tổng cộng          | Tổng cộng | 1    | 0   |